# Georges Tronchay
Pour les articles homonymes, voir Tronchay.
 (juillet 2025).
Si vous disposez d'ouvrages ou d'articles de référence ou si vous connaissez des sites web de qualité traitant du thème abordé ici, merci de compléter l'article en donnant les références utiles à sa vérifiabilité et en les liant à la section « Notes et références ».
Georges Tronchay est un écrivain français né à Morannes en 1540 et mort au Mans le 22 août 1582. Il est décrit comme le plus entendu en la cognoissance des médailles et autres antiquités grecques et romaines. Il est l'auteur de plusieurs poèmes. Membre de la famille Tronchay, il était le fils de Baptiste Tronchay, sieur de Baladé en Aron, et le frère de Louis Tronchay.

## Biographie
Grand amateur d'antiquités, versé dans la numismatique et la glyptique, il était un artiste, jouissant des beautés de sa collection de médailles et de camées antiques qui faisaient l'admiration de son ami La Croix du Maine. Il écrivit sur la grammaire,  un livre d'étymologies, un livre des Proverbes à l'exemple d'Erasme, une Lettre en versa Pascal Robin du Faux sur la mort de sa femme. 
Il est l'auteur de plusieurs poèmes français dont Gilles Ménage nous a conservé plusieurs de ses productions sont citées dans le tome H du Menagiana. Il rédigea les plaintes du tiers état du Maine pour les États de Blois, et est l'auteur de la Remontrance des plaintes du tiers État du Maine, pour les États de Blois.